# Schwarz-gelbe Koalition

Logo der CDU

Logo der FDP

Unter einer schwarz-gelben Koalition (kurz Schwarz-Gelb; auch konservativ-liberale, christlich-liberale, christliberale, Mitte-rechts- oder bürgerliche Koalition genannt) versteht man in Deutschland eine Koalition zwischen der Union (CDU/CSU, Parteifarbe schwarz) und der FDP (Parteifarbe gelb).
Der Begriff Schwarz-gelbe Koalition war vor 1972 unbekannt, da sich die FDP erst im Rahmen des Landtagswahlkampfes in Baden-Württemberg 1972 die Farbkombination Gelb/Blau zulegte.

## Koalitionen auf Bundesebene
Schwarz-gelbe Koalitionen auf Bundesebene gab es:
- 1961–1963 unter Konrad Adenauer (dazu Kabinett Adenauer IV und V)
- 1963–1966 unter Ludwig Erhard (dazu Kabinett Erhard I und II)
- 1982–1998 unter Helmut Kohl (dazu Kabinett Kohl I, II, III, IV und V)
- 2009–2013 unter Angela Merkel (dazu Kabinett Merkel II)

Von 1949 bis 1956 war die FDP ebenfalls an Bundesregierungen mit der Union unter Konrad Adenauer beteiligt. Allerdings gehörten der Regierung außerdem die Deutsche Partei und von 1953 bis 1956 auch der BHE an, so dass es keine rein schwarz-gelben Regierungen waren.

## Koalitionen auf Landesebene
Vom 27. Juni 2017 bis zum 28. Juni 2022 regierte in Nordrhein-Westfalen eine schwarz-gelbe Koalition unter den Ministerpräsidenten Armin Laschet und Hendrik Wüst (beide CDU). Dies war die erste schwarz-gelbe Koalition auf Länderebene seit 2014. Momentan existiert keine schwarz-gelbe Koalition auf Länderebene, obwohl rechnerisch in Schleswig-Holstein eine Mehrheit möglich wäre. (Dort regiert schwarz-grün).

### Baden-Württemberg
- 1960–1966 Kurt Georg Kiesinger
- 1996–2005 Erwin Teufel
- 2005–2010 Günther Oettinger
- 2010–2011 Stefan Mappus

### Bayern
- 2008–2013 Horst Seehofer

### Berlin
- 1953–1955 Walther Schreiber
- 1983–1984 Richard von Weizsäcker
- 1984–1989 Eberhard Diepgen

### Hessen
- 1987–1991 Walter Wallmann
- 1999–2003 Roland Koch
- 2009–2010 Roland Koch
- 2010–2014 Volker Bouffier

### Mecklenburg-Vorpommern
- 1990–1992 Alfred Gomolka
- 1992–1994 Berndt Seite

### Niedersachsen
- 1977–1978 Ernst Albrecht
- 1986–1990 Ernst Albrecht
- 2003–2010 Christian Wulff
- 2010–2013 David McAllister

### Nordrhein-Westfalen

Landesregierungen NRW

- 1954–1956 Karl Arnold
- 1962–1966 Franz Meyers
- 2005–2010 Jürgen Rüttgers
- 2017–2021 Armin Laschet
- 2021–2022 Hendrik Wüst

### Rheinland-Pfalz
- 1951–1969 Peter Altmeier
- 1969–1971 Helmut Kohl
- 1987–1988 Bernhard Vogel
- 1988–1991 Carl-Ludwig Wagner

### Saarland
- 1961–1970 Franz-Josef Röder
- 1977–1979 Franz-Josef Röder
- 1979–1985 Werner Zeyer

### Sachsen
- 2009–2014 Stanislaw Tillich

### Sachsen-Anhalt
- 1990–1991 Gerd Gies
- 1991–1993 Werner Münch
- 1993–1994 Christoph Bergner
- 2002–2006 Wolfgang Böhmer

### Schleswig-Holstein
- 1951–1951 Friedrich Wilhelm Lübke
- 1958–1962 Kai-Uwe von Hassel
- 1963–1971 Helmut Lemke
- 2009–2012 Peter Harry Carstensen

### Thüringen
- 1990–1992 Josef Duchač
- 1992–1994 Bernhard Vogel

## Trivia
Während des Fernsehduells zwischen Angela Merkel und Frank-Walter Steinmeier im Rahmen der Bundestagswahl 2009 fragte Maybrit Illner Merkel nach ihren Koalitionsplänen – wobei Illner die schwarz-gelbe Koalition als „Tigerenten-Koalition“ (auch „Tigerentenkoalition“ geschrieben) bezeichnete – in Anlehnung an die schwarz-gelb-gestreifte Janosch-Figur der Tigerente.
Während viele Medien diese Wortschöpfung ablehnten, wird sie von Kritikern der Koalition wegen ihres spöttischen Untertons gerne verwendet.